# 2019 în Algeria
Acest articol prezinta evenimente marcante din anul 2019 în Algeria .

## Decese
- 23 decembrie – Ahmed Gaid Salah⁠(d) (născut în anul 1940), general-locotenent.